# كلارا هنرييت كليمنس روبرت
كلارا هنرييت كليمنس روبرت (بالفرنسية: Clémence Robert)‏ (6 ديسمبر 1797، ماكون في فرنسا - 1 ديسمبر 1872، باريس في فرنسا)؛ مؤلِّفة، كاتِبة مسرحية، شاعرة وروائية فرنسية.